# Riquilda de Provença

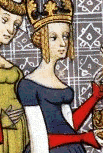
Riquilda d'Ardenes. Imatge extreta del llibre Grandes chroniques de France, segles XIV-XV (Bibliothèque Nationale de France)

Riquilda d'Ardenes, també coneguda com a Riquilda de Provença (cap al 845 – 910/14) fou una dama de la noblesa franca, casada amb Carles el Calb, rei dels Francs occidentals,

## Lligams familiars
Riquilda pertanyia al llinatge dels Bosònides essent filla del comte de les Ardenes, Biví de Viena i de la seva esposa que era filla de Bosó d'Arles (Era per tant germana de Bosó de Provença (rei de la Borgonya Cisjurana) i de Ricard el Justicier (duc de la Borgonya Transjurana). Era a més neboda de Teutberga esposa del rei Lotari II de Lotaríngia.

## Reina dels francs occidentals (870-877)
El 6 d'octubre del 869 havia mort la primera esposa del rei dels francs, Ermentruda d'Orleans i Bosó va enviar una missiva a la seva germana Riquilda perquè assistís als funerals i aprofités l'ocasió per fer-se agradar al rei vidu. Així Riquilda es va convertir en la seva concubina. El 22 de gener de l'any 870 Carles i Riquilda es van casar.

### Reina d'Itàlia i Provença (875-877)

Emblema del Regne de provença

Feia poc havia mort el seu nebot Lotari II de Lotaríngia (869) sense descendència legítima, fet pel qual Carles es va apoderar dels seus territoris.
Riquilda es va veure obligada a assumir les responsabilitats de govern en més d'una ocasió a causa de les absències del seu marit per fer front als atacs dels vikings i els sarraïns.
Cinc anys després va morir l'emperador Lluís el Jove (875) sense fills mascles, motiu pel qual els seus oncles Carles el Calb i Lluís el Germànic (rei dels francs orientals) van entrar en disputa per heretar les seves terres i el títol. Finalment va ser Carles, qui comptava amb el suport del Papa Joan VIII qui va sortir guanyador, essent coronat com a emperador el 29 de desembre de l'any 875 i a l'any següent rei d'Itàlia en una cerimònia a Pavia.
L'any 877 Riquilda va anar a Itàlia per retrobar-se amb el seu marit. Viatjava acompanyada d'un seguici de nobles entre els quals hi havia el seu germà Bosó, juntament amb un petit exèrcit de cavallers. Llavors Carles va fer coronar Riquilda com emperadriu per mans del papa i després la va enviar de tornada a Francònia. Ell es va quedar esperant l'arribada de més tropes doncs esperava enfrontar-se amb Carloman de Baviera fill de Lluís el Germànic, el qual acabava d'heretar el regne del seu pare. Durant aquest viatge Carles va morir, potser enverinat.

### Enfrontament amb Lluís II dels francs occidentals

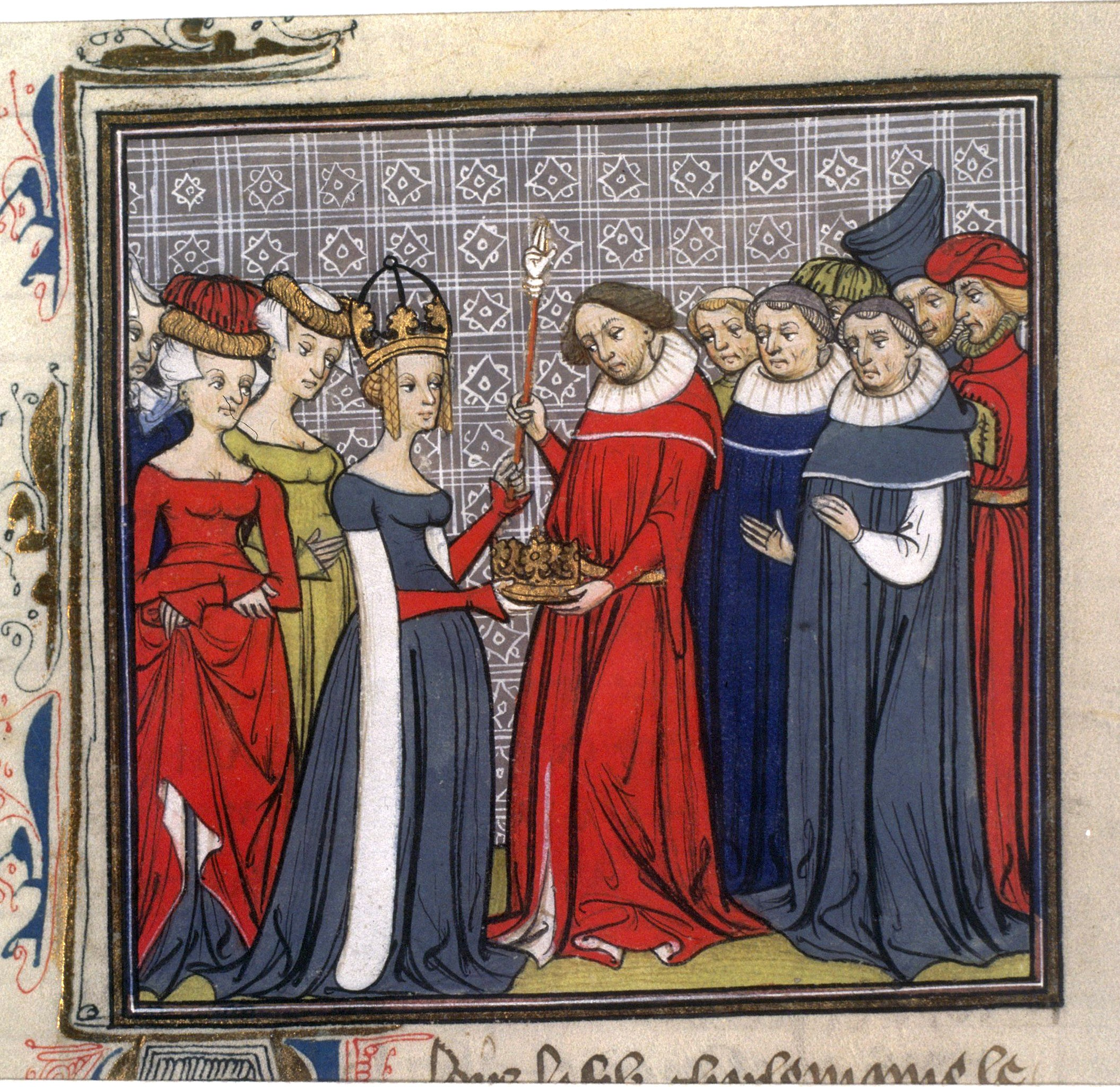
El rei Lluís el Quec rebent els símbols de la reialesa de mans de Riquilda.

Havent mort el seu marit, Riquilda es va unir als rebels que es negaven a acceptar com a successor Lluís el Quec fill primogènit de Carles el Calb i de la seva primera esposa Ermentruda; però gràcies a la intervenció del bisbe Hincmar de Reims, Riquilda va acabar reconeixent-lo. El 8 de desembre, havent-se reconciliat amb la seva madrastra, va rebre el jurament de fidelitat dels seus vassalls i va ser coronat rei dels francs occidentals a la ciutat de Compiègne.

### Acusació d'incest
Després de la mort del rei Lluís el Quec el 879 i tenint en compte la poca edat dels seus successors, Lluís i Carloman, Riquilda va tornar a estar associada al govern juntament amb la col·laboració del seu germà Bosó de Provença i Bernat Plantapilosa, home de confiança de Lluís el Quec. Els nobles però, s'hi van oposar acusant-la d'incest amb el seu germà.
Llavors va abandonar la cort i va fer costat a Bosó en la seva declaració independentista com a rei de la Provença.

### Mort
Riquilda va morir a la Provença entre el 910 i el 914. L'arxiu necrològic de l'abadia de Saint-Remi, a Reims certifica que la reina Riquilda va morir el 30 de gener, sense precisar l'any.

## Descendència
Amb el seu marit va tenir cinc fills:
- Rotilde (871–928/9 citada per Flodoard com morta recentment, als inicis del 929), casada el 890 amb el comte del Maine, Roger i va tenir com a gendre a Hug el Gran.[10] Després d'enviudar es va retirar a l'abadia de Chelles, on es va convertir en abadessa; i quan el 922 el seu nebot, Carles el Simple rei dels francs occidentals li va treure l'abadia per a donar-la a un tal Haganon, va provocar la rebel·lió que va portar al tron a Robert, marquès de Nèustria, el pare del seu gendre, Hug el Gran.[10]
- Drogó (872/3–873/4), bessó de Pipí, segons el Chronico Floriacensi.[11]
- Pipí (872/3–873/4), bessó de Drogó
- Un fill (875-875), mort després d'haver estat batejat.[12]
- Carles (876–877), sepultat a Saint Denís.[12]